# Edem Rjaïbi
Edem Rjaïbi (Bizerte, 5 de abril de 1994) é um futebolista profissional tunisiano que atua como atacante.

## Carreira
Edem Rjaïbi representou o elenco da Seleção Tunisiana de Futebol no Campeonato Africano das Nações de 2015.